# Janet (專輯)
《珍娜》（英語：Janet，個性化為janet.）是美國黑人女歌手珍娜·傑克森第五張個人錄音室專輯，1993年5月18日由美國維京唱片發行。這是珍娜·傑克森跳槽至維京旗下後發行的首張專輯，推出後獲得告示牌流行以及節奏藍調專輯榜雙料冠軍，更連續兩年進入告示牌年終專輯榜前十名。《珍娜》產生兩首冠軍單曲，其中〈愛就是這樣〉獲得第36屆葛萊美獎最佳節奏藍調歌曲獎。《珍娜》在美國地區銷售數字突破六白金。

## 專輯介紹

### 製作過程
珍娜·傑克森在1991年和維京唱片簽約之後，並未馬上著手製作新專輯，和其它女藝人一樣，她也選擇唱而優則演，因此珍娜·傑克森在加入維京後，即拋下歌手身份轉往電影圈發展。期間她僅於1992年5月與黑人男歌手路德·范德魯斯對唱單曲〈The Best Things in Life Are Free〉，這首歌曲摘下了流行單曲榜第10名以及節奏藍調榜一週冠軍。珍娜·傑克森在1992年8月完成自己首部主演的電影《馬路羅曼史》（Poetic Justice）後，隔月她重拾音樂人的身份，展開新專輯的錄製工作。為了在維京唱片的首張專輯能有好的成績，珍娜·傑克森再次召集老搭檔Jimmy Jam and Terry Lewis合作。
至於新專輯的名稱為何取作《珍娜》，珍娜·傑克森解釋她非常努力的要擺脫傑克森家族對她的桎俈，她不願外界誤認為她今日的成就是靠家族的庇蔭得來，她要讓世人知曉這都是靠她自己努力打拼的成果。因此珍娜·傑克森在這張專輯將姓氏拿掉只留下自己的名字，並且自此之後她的每一張專輯都沿用了這樣的做法。

### 專輯走向
《珍娜》比珍娜·傑克森上一張專輯《節奏國度》加入了更多元的曲風，從節奏藍調、嘻哈、靈魂樂、放克、搖滾、浩室、爵士甚至於歌劇，歌曲在編排上承襲《節奏國度》以間奏串聯而成，時間總長度約75分鐘，幾乎是一般專輯的兩倍時間。在新專輯《珍娜》中能夠明顯發現，珍娜·傑克森不再一味地只有那種重節拍快節奏的歌曲，如〈愛就是這樣〉和〈再一次〉讓她更散發出女人味，〈如果〉、〈無論何時何地〉和〈Throb〉則讓她的女人味更加性感嫵媚。

### 商業成績
珍娜·傑克森睽違近四年的全新力作《珍娜》來勢洶洶，1993年6月5日進榜首週雙雙空降流行專輯榜和節奏藍調專輯榜的冠軍寶座，在流行專輯榜部分更是終結了惠妮·休斯頓《終極保鑣》稱霸20週的冠軍紀錄，《珍娜》在榜首蟬連6週，成為珍娜·傑克森第三張全美冠軍專輯，它同時也是珍娜·傑克森冠軍週數最長的專輯。《珍娜》在專輯榜內一共待了106週之久，和《控制》打成平手，僅次於《節奏國度》的108週，《珍娜》在節奏藍調專輯榜也蟬連了3週冠軍，專輯銷售數字在美突破六白金。《珍娜》更連續兩年都進入告示牌年終專輯榜前十名，1993年排名第4，1994年排名第8。
《珍娜》在美一共推出六首單曲，這六首單曲全都進入前十名，其中尚包括兩首冠軍單曲〈愛就是這樣〉獲得8週冠軍，是珍娜·傑克森成績最好的冠軍單曲，〈再一次〉獲得2週冠軍。其它單曲〈如果〉第4名、〈因為愛〉第10名、〈無論何時何地〉第2名、〈你要這個〉第8名。
《珍娜》也在英國專輯榜摘下2週冠軍，成為珍娜·傑克森第一張也是目前唯一一張全英冠軍專輯。〈愛就是這樣〉在英國單曲榜獲得第2名，迄今為止，珍娜·傑克森尚無英國冠軍單曲產生。

### 獎項評價紀錄
維京唱片重金禮聘珍娜·傑克森加入，而這位流行天后也沒有辜負新東家，新專輯《珍娜》在向來挑剔嚴苛的滾石雜誌中得到四顆星的評價，雖然被小小批評說這樣的製作組合少了簡單真誠，但是對於珍娜·傑克森大膽且極有企圖心的做法還是給予正面的讚揚。
2016年告示牌雜誌遴選「Greatest of All Time Billboard 200 Albums」，這張專輯位居第119名。

## 曲目列表
All tracks are written by and produced by Janet Jackson, James Harris III, and Terry Lewis, except where noted.
| 曲序 | 曲目                                              | 備註                                                                                      | 时长 |
| ---- | ------------------------------------------------- | ----------------------------------------------------------------------------------------- | ---- |
| 1.   | Interlude: Morning                                |                                                                                           | 0:31 |
| 2.   | That's the Way Love Goes                          |                                                                                           | 4:24 |
| 3.   | Interlude: You Know...                            |                                                                                           | 0:12 |
| 4.   | You Want This                                     |                                                                                           | 5:05 |
| 5.   | Interlude: Be a Good Boy...                       |                                                                                           | 0:07 |
| 6.   | If                                                |                                                                                           | 4:31 |
| 7.   | Interlude: Back                                   |                                                                                           | 0:08 |
| 8.   | This Time（featuring soprano by Kathleen Battle） |                                                                                           | 6:58 |
| 9.   | Interlude: Go On Miss Janet                       |                                                                                           | 0:05 |
| 10.  | Throb                                             |                                                                                           | 4:33 |
| 11.  | What'll I Do                                      | writers: Jackson, Steve Cropper and Joe Shamwell producers: Jackson and Jellybean Johnson | 4:05 |
| 12.  | Interlude: The Lounge                             |                                                                                           | 0:15 |
| 13.  | Funky Big Band                                    |                                                                                           | 5:22 |
| 14.  | Interlude: Racism                                 |                                                                                           | 0:08 |
| 15.  | New Agenda（featuring rap by Chuck D）            | writers: Jackson, Harris III, Lewis, Chuck D                                              | 4:00 |
| 16.  | Interlude: Love Pt. 2                             |                                                                                           | 0:11 |
| 17.  | Because of Love                                   |                                                                                           | 4:20 |
| 18.  | Interlude: Wind                                   |                                                                                           | 0:11 |
| 19.  | Again                                             |                                                                                           | 3:46 |
| 20.  | Interlude: Another Lover                          |                                                                                           | 0:11 |
| 21.  | Where Are You Now                                 |                                                                                           | 5:47 |
| 22.  | Interlude: Hold On Baby                           |                                                                                           | 0:12 |
| 23.  | The Body That Loves You                           |                                                                                           | 5:32 |
| 24.  | Interlude: Rain                                   |                                                                                           | 0:18 |
| 25.  | Any Time, Any Place                               |                                                                                           | 7:08 |
| 26.  | Interlude: Are You Still Up                       |                                                                                           | 1:36 |
| 27.  | Interlude: Sweet Dreams                           |                                                                                           | 0:14 |
| 28.  | Whoops Now（hidden track）                        | writer: Jackson                                                                           | 4:59 |